# Vitrimurella lata
Vitrimurella lata is een mosdiertjessoort uit de familie van de Vitrimurellidae. De wetenschappelijke naam van de soort is voor het eerst geldig gepubliceerd in 1873 door Smitt.